# Il seno
Il seno (The Breast) è il racconto più noto dello scrittore statunitense Premio Pulitzer Philip Roth, pubblicato per la prima volta nel 1972.

## Trama
È la storia di un professore di letteratura comparata, David Kepesh, che similmente a Gregor Samsa in La metamorfosi subisce una trasformazione fisica diventando un enorme seno femminile di 70 chili.  Chiuso nella stanza di una clinica Kepesh sta disteso immobile su un letto. Sente e parla ma non può vedere il mondo che lo circonda e che forse lo osserva. In questo stato di angoscia Kepesh vive gli unici momenti gratificanti del suo rapporto con gli altri attraverso il tatto.

## Temi
In quest'opera confluiscono più temi:
- coscienza di sé
- il senso di angoscia
- il surreale

## Edizioni italiane
- Philip Roth, La mammella, trad. di Silvia Stefani, Milano, Bompiani, 1973
- Philip Roth, Il seno, trad. rivista di Silvia Stefani, Torino, Einaudi, 2005 ISBN 8806178172